# Assassinato de Gwen Araujo
Gwen Amber Rose Araujo (24 de fevereiro de 1985 – 4 de outubro de 2002) foi uma adolescente estadunidense assassinada em Newark, Califórnia, aos 17 anos. Ela foi morta por quatro homens, dois dos quais tiveram relações sexuais com ela, que a espancaram e estrangularam após descobrirem que era transgênero. Dois dos réus foram condenados por assassinato em segundo grau [en], mas sem as acusações adicionais de crime de ódio. Os outros dois réus se declararam culpados ou não contestaram a acusação de homicídio culposo. Em pelo menos um dos julgamentos, foi utilizada a defesa conhecida como "pânico trans", uma extensão da defesa de pânico gay.
Merel e Magidson foram condenados à prisão perpétua com possibilidade de liberdade condicional após 15 anos. Merel obteve liberdade condicional antecipada em 2016, após demonstrar remorso significativo à mãe de Araujo, que apoiou a decisão. Magidson, por outro lado, nunca demonstrou remorso e teve a liberdade condicional negada três vezes desde a sentença.

## Biografia
Gwen Araujo nasceu em 24 de fevereiro de 1985, em Brawley, Califórnia, filha de Edward Araujo e Sylvia Guerrero. Seus pais se divorciaram quando ela tinha 10 meses.
Araujo assumiu sua identidade transgênero em 1999, aos 14 anos, e passou a usar o nome Gwen, inspirado em sua musicista favorita, Gwen Stefani, embora também usasse os nomes Wendy e Lida. Ela começou a deixar o cabelo crescer e planejava iniciar terapia hormonal feminizante e cirurgia. Sua irmã mais velha relatou que Gwen sofreu bullying no ensino fundamental devido à sua voz e comportamento. Ela foi transferida para uma escola secundária alternativa, mas não retornou para o ano letivo de 2002–03.

## Crime
Araujo conheceu Michael Magidson, José Merel, Jaron Nabors e Jason Cazares no final de agosto ou início de setembro de 2002. Na noite em que se conheceram, Araujo flertou com os quatro homens e eles consumiram maconha juntos. Após ela deixar o local, Nabors perguntou aos outros três: "Será que isso é um cara?", mas nenhum deles levou a suspeita a sério. Posteriormente, ela praticou sexo oral com Magidson e sexo anal com Merel. Ela alegava estar menstruada e, durante o sexo, afastava as mãos dos parceiros de sua genitália para evitar que descobrissem que tinha um pênis.
Nicole Brown, que namorava Paul Merel (irmão mais velho de José) e conhecia Araujo, relatou que elas tiveram uma briga física após Brown desafiar Araujo a se despir na frente dos homens. Araujo a surpreendeu com um golpe forte durante a briga, e Brown afirmou que os homens "ficaram chocados, porque ela era menor que eu e tão forte quanto. Ela lutava como homem". Em setembro, os quatro homens discutiram se Araujo era mulher, concluindo que "algo ruim poderia acontecer" com ela se não fosse.

### Confronto
Na noite de 3 de outubro de 2002, Araujo compareceu a uma festa na casa alugada por José e Paul Merel, onde estavam presentes eles, seu irmão mais novo Emmanuel Merel, Michael Magidson, Jaron Nabors, Jason Cazares e Nicole Brown. Nabors testemunhou posteriormente que José Merel disse naquela noite: "Juro, se for um cara, vou matá-lo. Se for um homem, ela não vai sair daqui." Segundo Nabors, Magidson acrescentou: "Não sei o que vou fazer", e Nabors respondeu: "Faça o que quiser, mas não faça sujeira." Brown relatou que os quatro homens saíram para um clube e só retornaram à casa após a meia-noite.
Nas primeiras horas da manhã de 4 de outubro, Magidson pediu que Araujo revelasse seu sexo ou permitisse que ele tocasse seus genitais, o que ela recusou. Brown sugeriu que um deles inspecionasse Araujo, e Magidson a levou ao banheiro. Após meia hora, durante a qual José Merel confessou ter tido relações sexuais com Araujo, Brown foi ao banheiro e descobriu, durante uma inspeção forçada, que Araujo tinha genitália masculina. Surpresa, Brown exclamou: "É um cara!", e os homens com quem Araujo teve relações sexuais ficaram enfurecidos e violentos. Brown testemunhou que alertou Araujo que os homens estavam "muito bravos", mas, ao tentar sair pela porta da frente, Araujo foi confrontada e forçada a voltar para dentro da casa por Magidson, Nabors e Cazares. Emmanuel Merel testemunhou que tentou escoltar Araujo para fora da casa, mas foi impedido por Magidson e Nabors.
José Merel vomitou ao descobrir que Araujo tinha genitália masculina e começou a chorar em descrença, dizendo: "Não posso ser gay." Brown testemunhou que tentou confortar Merel após a descoberta, dizendo: "Não é sua culpa. Estudei com você no ensino médio, e você estava no time de futebol. Qualquer mulher que te conhecer depois disso não vai se importar. Apenas deixe ela ir."
Após Araujo ser trazida de volta para a casa, Magidson tentou expor seus genitais, puxando sua saia e roupa íntima. Ele então a socou no rosto, derrubando-a no chão, e a colocou em um mata-leão, mas foi afastado por outros. Araujo implorou aos homens que parassem, dizendo: "Não, por favor, não. Eu tenho família." José Merel, enfurecido, atingiu-a na cabeça com uma lata de comida, amassando a lata e causando um corte em sua cabeça, e depois a golpeou novamente com uma frigideira. As últimas palavras que Merel ouviu de Araujo foram: "Eu disse que estava arrependida."
Em algum momento depois disso, Brown acordou Paul Merel, e eles saíram da casa com Emmanuel Merel. Emmanuel Merel testemunhou que caminhou até uma loja de conveniência para comprar chiclete e depois foi para a casa de um amigo passar a noite.
Nabors e Cazares saíram no caminhão de Magidson para buscar pás e uma picareta na casa de Cazares, dizendo, ao saírem da casa dos Merel, que os outros homens iriam "matar aquela vadia". Brown relatou que, após sair com Paul Merel, eles deram uma volta no quarteirão e retornaram à casa, onde viram Nabors e Cazares saindo no caminhão de Magidson.

### Assassinato
Quando Nabors e Cazares retornaram, Araujo ainda estava consciente, sangrando de um ferimento na cabeça e sentada no sofá. José Merel preocupou-se com o fato de Araujo estar sangrando no sofá e ordenou que ela saísse dele. Em algum momento, o ataque foi retomado. Nabors e Cazares incitaram os outros a "nocautearem a vadia", segundo o testemunho de Nabors. Magidson atingiu a cabeça de Araujo contra a parede da sala com o joelho, deixando-a inconsciente. Nabors testemunhou que o ataque de Magidson foi tão severo que deixou uma marca na parede e rachou o reboco. Cazares a chutou. Merel estava preocupado em limpar o sangue de Araujo do sofá e do carpete antes de se retirar para seu quarto para que os outros não o vissem chorando.
Após Araujo ser nocauteada, Magidson amarrou seus pulsos e tornozelos, e ela foi enrolada em um edredom para minimizar as manchas de sangue no carpete, antes de ser levada para a garagem da casa. A partir desse ponto, os testemunhos dos réus divergem.
Nabors testemunhou que Magidson a estrangulou com uma corda e que Cazares a atingiu com uma pá, mas Nabors estava retornando da garagem e não testemunhou diretamente o ato de estrangulamento. Referindo-se a Araujo como Lida — o nome que ela usava com eles —, Nabors testemunhou que viu Magidson levantando a corda até o pescoço dela antes de sair da garagem e que Magidson depois disse aos outros que "enrolou a corda no pescoço de Lida e a girou".
Magidson testemunhou que foi Nabors quem a estrangulou e a atingiu com a pá, e Cazares testemunhou que nunca a atingiu e não a viu morrer. José Merel testemunhou que estava limpando o sangue de Araujo dos carpetes e do sofá enquanto Magidson amarrava seus tornozelos, antes de ela ser levada para a garagem. Merel também disse que achava que ela ainda estava viva até ver seu corpo na caçamba do caminhão de Magidson. Não está claro em que momento dessa sequência de eventos ela morreu. No entanto, a autópsia mostrou que ela morreu por estrangulamento associado a trauma contuso na cabeça. Segundo Nabors, Magidson "não tinha certeza se Lida havia morrido ao torcer a corda, mas, quando Jason a atingiu duas vezes com a pá, ele sabia que ela estava morta".
O corpo de Araujo foi então colocado na caçamba de um caminhão, e os quatro homens dirigiram por quatro horas, enterrando-a em uma cova rasa perto das montanhas Sierra Nevada, na Floresta Nacional de El Dorado, próximo à Silver Fork Road, no Condado de El Dorado. No caminho de volta, eles compraram café da manhã em uma janela de drive-through do McDonald's. Naquela manhã, durante uma conversa telefônica, Brown perguntou a José Merel o que aconteceu, ao que ele respondeu: "Digamos que ela teve uma longa caminhada para casa."

## Prisões
Os participantes da festa não denunciaram o crime, e os agressores não disseram nada a ninguém sobre o assassinato. Araujo costumava manter contato com sua mãe, então, quando não voltou para casa no dia seguinte à festa, sua mãe chamou a polícia em 5 de outubro para relatar seu desaparecimento. Inicialmente, a polícia não levou o caso de desaparecimento a sério, em parte porque Araujo era transgênero, e também porque ela era conhecida por passar noites fora de casa. Rumores chegaram à família de que uma garota que havia sido revelada como transgênero em uma festa fora assassinada e enterrada em Tahoe, e sua tia informou a polícia em 9 de outubro, passando a história adiante. A polícia começou a entrevistar os participantes da festa, e um deles levou os investigadores à casa dos Merel.
Dois dias após o relato do desaparecimento de Araujo, um amigo de Jaron Nabors o descreveu como parecendo perturbado. Nabors confessou a um amigo o que os quatro haviam feito logo após retornarem do local do enterro. Esse amigo denunciou à polícia e concordou em usar um microfone durante uma conversa subsequente com Nabors sobre o assassinato. Confrontado com a gravação, Nabors concordou em levar as autoridades ao corpo em 15 de outubro.
O Departamento do Xerife do Condado de Alameda enviou quatro investigadores de cenas de crime e dois detetives para recuperar o corpo de Araujo no local da cova. Os quatro inicialmente presos e acusados pelo assassinato foram Magidson (22 anos), Nabors (19 anos), José Merel (22 anos) e Paul Merel.
Paul Merel foi liberado após Brown e Emmanuel Merel informarem à polícia que ele havia deixado o local com eles. Magidson, Nabors e José Merel foram acusados de assassinato em 17 de outubro e mantidos sem direito a fiança. Em 24 de outubro, Nabors declarou-se não culpado, Magidson ainda buscava um advogado, e José Merel ainda revisava as evidências contra ele. Em uma entrevista ao Los Angeles Times, Merel estava confiante de que as acusações seriam retiradas.
Após sua prisão, Nabors escreveu uma carta a uma namorada na qual afirmou que os réus discutiram um "plano tipo Sopranos" para "matar a vadia e se livrar do corpo". A carta foi interceptada pelos oficiais do xerife e levou à prisão de Cazares em 19 de novembro. Cazares havia sido identificado como uma possível testemunha em 22 de outubro. No primeiro julgamento, o advogado de defesa Tony Serra acusou Nabors de escrever a carta sabendo que ela seria interceptada e implicaria Cazares.

## Julgamentos

### Jaron Nabors
Nabors declarou-se culpado em 24 de fevereiro de 2003 por uma acusação menor de homicídio culposo, que acarretava uma pena de 11 anos de prisão, junto com a promessa de testemunhar contra os outros três réus. Durante a formalização de sua confissão, o juiz Kenneth Burr alertou Nabors que ele ainda poderia ser acusado de assassinato se os promotores descobrissem que ele não estava "cumprindo sua parte do acordo".
Durante os procedimentos de indiciamento em fevereiro de 2003, Nabors forneceu um relato detalhado do assassinato e do enterro. Enquanto a enterravam, os homens continuaram a difamá-la. Nabors testemunhou que disse: "Não acredito que alguém faria isso, seria tão enganador", e que José Merel acrescentou: "Estava tão bravo que ainda poderia chutá-la mais algumas vezes".
Nabors recebeu uma sentença de 11 anos em 25 de agosto de 2006. Com crédito pelo tempo já cumprido, esperava-se que ele passasse aproximadamente cinco anos na prisão a partir desse ponto.

### Magidson, Merel e Cazares

#### Primeiro julgamento
Antes do primeiro julgamento, o promotor, vice-procurador do Condado de Alameda, Chris Lamiero, argumentou que ser transgênero não deveria ser uma sentença de morte:
É possível debater a adequação de alguém escolher se identificar com um gênero diferente daquele com o qual nasceu. Mas confio que os jurados entenderão que as pessoas não têm o direito de tomar decisões de vida ou morte com base apenas no estilo de vida de alguém. Esse não é um mundo no qual eu quero viver, nem a maioria das pessoas deseja viver.
A seleção do júri para o julgamento de Magidson, José Merel e Cazares começou em 15 de março de 2004. Os jurados em potencial foram questionados se conheciam pessoas lésbicas, gays, bissexuais ou transgênero; se conheciam casais do mesmo sexo recém-casados; se já haviam conhecido pessoas transgênero; ou se haviam assistido a um "filme ou peça teatral retratando as atividades de uma pessoa transgênero". Um dos advogados de defesa explicou que a última pergunta perguntava especificamente se os jurados em potencial haviam assistido ao filme Boys Don't Cry ou à peça The Laramie Project [en], mas foi alterada devido a preocupações da defesa de que, por ser tão específica, poderia incentivar aqueles que não tinham assistido a procurar essas obras.
O primeiro julgamento começou em 14 de abril de 2004. O promotor Lamiero usou o nome morto de Araujo, referindo-se a ela com pronomes masculinos e seu nome de nascimento, dizendo que os réus decidiram que "o preço do pecado de engano de Eddie Araujo era a morte". Em sua declaração inicial, o advogado de defesa de Magidson argumentou que ele não deveria ser acusado de assassinato, mas, no máximo, de homicídio culposo, conforme a lei da Califórnia. O advogado de Magidson afirmou que seu cliente não era preconceituoso, mas ficou "chocado além da razão" ao descobrir que havia tido relações sexuais, sem saber, com um "homem": uma variante da defesa de pânico gay. Durante seu depoimento, Nabors disse que sentia que seus amigos haviam sido estuprados, uma vez que Araujo (a quem ele se referia como homem) "não revelou quem realmente era. Sinto que ele os forçou a fazer sexo homossexual, e minha definição de estupro é ser forçado a fazer sexo". Quando perguntado como ela os forçou, Nabors respondeu: "Por meio de engano."
O primeiro julgamento terminou em anulação em 22 de junho, após nove dias de deliberações, quando os jurados não conseguiram chegar a uma decisão unânime para os três homens. Embora o júri tenha concordado que Araujo foi assassinada, eles não conseguiram chegar a um acordo sobre se o crime foi premeditado. Os votos finais foram 10–2 a favor de absolver Merel e Cazares de assassinato em primeiro grau, e 7–5 a favor de condenar Magidson por assassinato em primeiro grau. Embora tivessem a opção de condenar os homens por assassinato em segundo grau ou homicídio culposo, eles não conseguiram avançar além das deliberações sobre assassinato em primeiro grau.
Um dos jurados escreveu um artigo para um jornal após a anulação; nele, ele creditou ao advogado de defesa de Cazares, Tony Serra [en], o mérito de introduzir dúvida razoável suficiente sobre a veracidade das testemunhas da promotoria, incluindo Brown (que admitiu ter consumido mais de uma dúzia de cervejas naquela noite) e Nabors (que foi caracterizado como mentiroso e "camaleão", propenso a exageros e ansioso por agradar em qualquer situação social).

#### Segundo julgamento
O segundo julgamento começou em 31 de maio de 2005. A publicidade feita por ativistas transgêneros foi creditada por informar o público sobre as táticas dos advogados de defesa, que culpavam Araujo por sua própria morte, mudando a abordagem do caso. No dia seguinte ao término do primeiro julgamento em anulação, um tribunal concedeu o pedido da mãe de Araujo para uma mudança póstuma de nome, exigindo que os advogados de defesa se referissem à vítima com pronomes femininos. Magidson, Merel e Cazares foram acusados de assassinato em primeiro grau com agravantes de crime de ódio.
Os três réus testemunharam neste julgamento e culparam uns aos outros, assim como Nabors. Nabors, testemunhando para a promotoria, afirmou que Magidson admitiu ter estrangulado Araujo. Merel testemunhou que Nabors foi responsável pelos principais ferimentos na cabeça de Araujo, mas corroborou a afirmação de que Magidson a estrangulou. Magidson testemunhou que Nabors admitiu tê-la estrangulado. Durante o depoimento de Magidson, uma gravação de sua entrevista inicial com a polícia foi exibida, na qual um investigador foi gravado orientando-o a usar a defesa de pânico trans: "Você ficaria surpreso. Mães — especialmente mães — se soubessem dos fatos, você ficaria surpreso."
Durante as alegações finais do segundo julgamento, o advogado de defesa de Cazares, Tony Serra, argumentou que os três réus eram "seres humanos comuns" que, no máximo, eram culpados de homicídio culposo por seu papel na morte, em um "clássico estado de calor e paixão". Serra também argumentou que Cazares não teve um papel ativo no assassinato. Para evitar uma segunda anulação, o promotor Chris Lamiero defendeu uma condenação por assassinato em primeiro grau, mas deu aos jurados a opção de condenação por assassinato em segundo grau para os três, ou até mesmo homicídio culposo para Merel. Ele pediu ao júri que condenasse Magidson e Cazares por assassinato em primeiro grau, apontando Magidson como o principal culpado que estrangulou Araujo e chamando-o de "uma pobre desculpa para homem" com uma lista "estúpida e morônica" de justificativas para assassiná-la.
Em 8 de setembro, o júri anunciou que havia chegado a veredictos para dois dos três réus. Conforme instruído pelo juiz Harry Sheppard, os veredictos foram mantidos em segredo.
Em 12 de setembro, após uma semana de deliberação, o júri anunciou seus veredictos. Eles não chegaram a um acordo sobre Cazares, com uma votação de 9–3 a favor de condená-lo por assassinato. Magidson e Merel foram condenados pela acusação de assassinato em segundo grau, mas não foram condenados pelas alegações de agravantes de crime de ódio. Após o julgamento, um dos jurados declarou em uma entrevista ao San Francisco Chronicle que a condenação por assassinato ocorreu porque "o padrão comunitário não é e não pode ser que matar é algo que uma pessoa razoável teria feito naquela noite", mas não consideraram crimes de ódio, pois acreditavam que o assassinato não foi cometido porque Araujo era transgênero, mas para "encobrir uma situação que saiu do controle".
Lamiero comprometeu a intenção criminosa ao comentar: "Gwen ser transgênero não foi um ato provocador. Era quem ela era. No entanto, eu não ignoraria ainda mais a realidade de que Gwen tomou algumas decisões em sua relação com esses réus que eram impossíveis de defender... Não acho que a maioria dos jurados vai achar que é aceitável envolver alguém em atividade sexual sabendo que eles presumem que você tem uma anatomia sexual quando você não tem."
Michael Magidson e José Merel foram sentenciados em janeiro a 15 anos de prisão perpétua por assassinato em segundo grau. Enquanto Merel expressou profundo pesar e arrependimento à família de Araujo, Magidson estava irritado com seu veredicto e não expressou "nenhum remorso" por seu papel no assassinato de Araujo, segundo o juiz presidente Harry Sheppard.

#### Jason Cazares
Para evitar um terceiro julgamento, Cazares declarou-se sem contestação por homicídio culposo em 16 de dezembro de 2005, e foi sentenciado a seis anos de prisão, com crédito pelo tempo já cumprido. A advogada Gloria Allred representou a família de Araujo. Cazares pediu para começar a cumprir sua sentença após o nascimento de seu terceiro filho, previsto para março ou abril de 2006, o que foi concedido, embora Lamiero tenha observado que "é difícil para mim considerar um pedido como esse quando Gwen Araujo está morta". De acordo com Lamiero, Cazares estava disposto a se declarar culpado por ser cúmplice após o fato, mas esse acordo foi rejeitado porque a sentença seria de apenas três anos e não admitia culpa no assassinato.

## Consequências
Gwen Araujo foi homenageada em um funeral público na Igreja Católica St. Edwards, em Newark, em 25 de outubro de 2002. Fred Phelps [en] e membros da Igreja Batista de Westboro prometeram protestar no funeral, mas não compareceram. Havia pessoas protestando com cartazes, mas amigos usaram asas de anjo para bloquear a visão do caixão. Ela foi cremada, e sua mãe, Sylvia Guerrero, manteve a urna com suas cinzas.
O TransVision, um programa abrangente de saúde e serviços sociais para pessoas transgênero no Condado de Alameda, foi fundado em 2002 e operado pelo Tri-City Health Center após o assassinato de Gwen Araujo.
A pedido de Guerrero, um juiz mudou postumamente o nome legal da vítima para Gwen Amber Rose Araujo em 23 de junho de 2004. Amber Rose era o nome que Guerrero havia escolhido antes do nascimento de sua filha, caso fosse uma menina.
No primeiro aniversário do assassinato, a Horizons Foundation criou o Fundo Memorial Gwen Araujo para Educação Transgênero. O objetivo do fundo era apoiar programas escolares nos nove condados da área da baía que promovessem a compreensão de pessoas e questões transgênero por meio de bolsas anuais. Por meio desse fundo, Sylvia Guerrero e sua família falaram em escolas de ensino fundamental e médio sobre conscientização e entendimento transgênero. Até 2005, Guerrero havia falado em mais de 20 escolas. O fundo foi encerrado antes de setembro de 2020.
Sylvia Guerrero, mãe de Araujo, trabalhou como assistente jurídica em um escritório de advocacia em San Jose, mas, em 2016, estava sem moradia devido a TEPT causado pelo incidente. Guerrero não conseguiu retornar ao trabalho e agora move seus pertences entre casas de parentes usando um carro emprestado de uma amiga. Em 2022, Guerrero estava hospedada com seu filho, mas ainda muito traumatizada para retornar ao trabalho.

### Representações na mídia
- Um filme do canal Lifetime intitulado A Girl Like Me: The Gwen Araujo Story [en], estrelado por J. D. Pardo e Mercedes Ruehl, foi exibido pela primeira vez em junho de 2006.[73]
- O caso também foi tema de um documentário de 2007, Trained in the Ways of Men. Este documentário, dirigido por Michelle Prevost, examina o assassinato de 2002 e busca desmascarar a chamada defesa de pânico gay (ou pânico trans).[74]

### Legislação na Califórnia
Em setembro de 2006, o governador da Califórnia, Arnold Schwarzenegger, sancionou a "Lei de Justiça para Vítimas Gwen Araujo" (AB 1160). A lei limitou o uso da chamada "defesa de pânico gay/trans" por réus criminais, permitindo que as partes instruíssem os jurados a não deixarem preconceitos influenciarem suas decisões, incluindo "preconceitos contra a vítima" com base em sua "identidade de gênero ou orientação sexual". A lei colocou a Califórnia como contrária à política pública de absolver ou condenar réus por crimes menores com base em apelos a "preconceitos sociais".
Em setembro de 2014, o governador da Califórnia, Jerry Brown, sancionou a Lei da Assembleia nº 2501. A lei restringiu ainda mais o uso da defesa de pânico gay/trans, alterando o estatuto de homicídio culposo da Califórnia para proibir réus de alegarem que foram provocados a cometer assassinato ao descobrirem a orientação sexual ou identidade de gênero da vítima. A AB 2501 foi apresentada pela deputada Susan A. Bonilla em parceria com a Equality California [en]. Ao anunciar a introdução do projeto, eles citaram o assassinato de Araujo e o assassinato de 2008 do adolescente gay da Califórnia Larry King.

### Liberdade condicional e soltura
Jason Cazares foi libertado da prisão em julho de 2012.
Jaron Nabors foi libertado da prisão em algum momento antes de 2016.
José Merel obteve liberdade condicional em 2016 com o apoio de Sylvia Guerrero.
Michael Magidson disse que não estava pronto para ser libertado em sua primeira audiência de liberdade condicional em 2016, e seu pedido também foi contestado por Guerrero. Magidson teve mais duas audiências de liberdade condicional, em setembro de 2019 e agosto de 2024, e teve a liberdade condicional negada em ambas. Ele será elegível novamente em 2029.

## Leitura complementar
- «People v. Merel» [Povo v. Merel]. Court of Appeals of California, First Appellate District, Division Four. 12 de maio de 2009. Consultado em 29 de maio de 2025
- Guerrero, Sylvia (26 de janeiro de 2006). «Life after Gwen» [Vida após Gwen]. SFGate. Hearst Communications. Consultado em 29 de maio de 2025
- Hernández, Daisy (18 de outubro de 2014). «'She wanted to be normal. We both did': Why gender, sexuality, and desire matter» ['Ela queria ser normal. Nós duas queríamos': Por que gênero, sexualidade e desejo importam]. Salon. Salon Media Group. Consultado em 29 de maio de 2025